# Spelaeorhynchus
Spelaeorhynchus  (лат.) — род клещей из отряда Mesostigmata. Единственный род из семейства Spelaeorhynchidae. Встречаются в Южной Америке (Бразилия, Колумбия, Перу). Паразитируют на летучих мышах родов бесхвостые длинноносы (Anoura), Micronycteris и короткохвостые листоносы (Carollia) из семейства листоносых.

## Систематика
5 видов:
- Spelaeorhynchus praecursor Neuman, 1902
- Spelaeorhynchus hutsoni Martyn, 1988 — паразиты на длинноносых летучих мышах Anoura caudifera (Mammalia); Бразилия
- Spelaeorhynchus jimi Peracchi, 1992 — паразиты на малых большеухих листоносах Micronycteris megalotis; Бразилия
- Spelaeorhynchus soaresi Peracchi, 1992 — паразиты на короткохвостых листоносах Carollia (Mammalia); Перу
- Spelaeorhynchus wenzeli Peracchi, 1992 — паразиты на короткохвостых листоносах Carollia perspicillata; Колумбия